# Szczekino (obwód kurski)
Szczekino (ros. Щекино) – wieś (ros. село, trb. sieło) w zachodniej Rosji, centrum administracyjne sielsowietu szczekińskiego w rejonie rylskim obwodu kurskiego.

## Geografia
Miejscowość położona jest nad rzeką Ryło (prawy dopływ Sejmu), 23 km od centrum administracyjnego rejonu (Rylsk), 129 km od Kurska.

## Demografia
W 2010 r. miejscowość zamieszkiwało 246 osób.